# Colonia Dos de Octubre
Colonia Dos de Octubre är en ort i Mexiko.   Den ligger i kommunen Zamora och delstaten Michoacán de Ocampo, i den centrala delen av landet, 300 km väster om huvudstaden Mexico City. Colonia Dos de Octubre ligger 1 609 meter över havet och antalet invånare är 334.
Terrängen runt Colonia Dos de Octubre är kuperad söderut, men norrut är den platt. Runt Colonia Dos de Octubre är det tätbefolkat, med 331 invånare per kvadratkilometer. Närmaste större samhälle är Zamora, 3,2 km nordväst om Colonia Dos de Octubre. Runt Colonia Dos de Octubre är det i huvudsak tätbebyggt.